# Vicia lomensis
Vicia lomensis är en ärtväxtart som beskrevs av James Francis Macbride. Vicia lomensis ingår i släktet vickrar, och familjen ärtväxter. IUCN kategoriserar arten globalt som livskraftig. Inga underarter finns listade i Catalogue of Life.